# NGC 3616
NGC 3616 – zaginiony obiekt astronomiczny w gwiazdozbiorze Lwa. Skatalogował go William Herschel 8 kwietnia 1784 roku jako obiekt typu „mgławicowego”, jednak w podanej pozycji ani w jej pobliżu nie ma nic co odpowiadałoby opisowi sporządzonemu przez „odkrywcę”. Próbowano identyfikować NGC 3616 jako jedną z gwiazd lub gwiazdę podwójną znajdującą się w pobliżu pozycji podanej przez Herschela, jednak zupełnie nie odpowiada to opisowi obiektu, który miał być całkiem duży (ang. pretty large).